# Рио Матанса-Риачуело
Рио Матанса-Риачуело (на испански: Río Matanza-Riachuelo), наричана в горното си течение Рио Матанса, а при устието си – Рио Риачуело, е къса река, на левия бряг на която е разположен Капитал Федерал - центъра на Буенос Айрес, столица на Аржентина. На десния бряг на реката са разположени градовете Ломас де Самора, Ланус и Авелянеда.